# شغب (فلم)
شغب (بالإنجليزية: Riot) هو فيلم حركة تم إنتاجه في الولايات المتحدة وصدر سنة 2015، من بطولة ماتيو ريس ودولف لندجرين.

## القصة
يخطط جاك ستون لسرقة بنك بشكل متعمد من أجل أن يلقى القبض عليه ويودع السجن مع الروسي بالام الذي لا يعد مجرد مجرم عادي، بل هو رجل خارق للعادة لديه القدرة على التحكم في قوات الشرطة من وراء القضبان، حيث يحاول جاك ستون أن يحظى بانتقامه المنتظر من بالام الذي قام بقتل أسرته بدم بارد.

## وصلات خارجية
- مقالات تستعمل روابط فنية بلا صلة مع ويكي بيانات
- شغب على IMDb
- شغب على Rotten Tomatos